# Filipe Macharadze
Filipe Macharadze, gruz. ფილიპე მახარაძე (ur. 26 lutego?/9 marca 1868 w Kariskure, zm. 10 grudnia 1941 w Tbilisi) – gruziński działacz komunistyczny, bolszewik, jeden z twórców pierwszej marksistowskiej organizacji w Gruzji – Mesame dasi.

## Życiorys
Był synem kapłana prawosławnego. Ukończył szkołę duchowną w Ozurgeti w 1884, następnie kontynuował naukę teologii w seminarium duchownym w Tyflisie, jednak nie uzyskał dyplomu końcowego. Podjął następnie studia weterynaryjne w Warszawie, jednak również ich nie ukończył. W 1891 wstąpił do Socjaldemokratycznej Partii Robotników Rosji. Niezależnie od tego w 1893 współtworzył pierwszą gruzińską organizację marksistowską o nazwie Mesame dasi (Trzecia grupa); ugrupowaniu temu przewodził razem z Josifem Dżugaszwilim (Stalinem), Łado Kecchowelim oraz Silwestrim Dżibladzem. W sporze wewnętrznym w partii poparł bolszewików, od 1903 działał w bolszewickim Komitecie Kaukaskim. Brał udział w rewolucji 1905 roku na Zakaukaziu. Wielokrotnie aresztowany, w lutym 1915 przymusowo skierowany do guberni bakijskiej, zbiegł do Kutaisi, w 1916 wrócił do Tyflisu. Od roku następnego był redaktorem pisma "Kaukaski Robotnik" wydawanego w Tyflisie. Współtworzył w tym mieście radę delegatów robotniczych. Po ukonstytuowaniu się Demokratycznej Republiki Gruzji kontynuował nielegalną działalność polityczną w ramach organizacji komunistycznej. Od 1920 należał do Biura Kaukaskiego Komitetu Centralnego Rosyjskiej Komunistycznej Partii (bolszewików). Po podpisaniu pokoju między Gruzją a Rosją Radziecką, umożliwiającego komunistom swobodną działalność w Gruzji, stanął na czele Komitetu Centralnego Komunistycznej Partii (bolszewików) Gruzji. 
W lutym 1921 znajdował się w Moskwie, mimo to gruzińscy bolszewicy postawili go na czele komitetu rewolucyjnego, który kierował powstaniem bolszewickim w Gruzji. Oficjalnie w celu jego wsparcia do Gruzji wkroczyła Armia Czerwona. Od lutego do lipca 1921 był przewodniczącym Rady Komisarzy Ludowych Gruzińskiej SRR. W lutym 1922 został przewodniczącym Centralnego Komitetu Wykonawczego Gruzji i przewodniczącym komisji planowania.
Opowiadał się przeciwko natychmiastowemu utworzeniu Zakaukaskiej Republiki Radzieckiej, łączącej ziemie Azerbejdżanu, Armenii i Gruzji, co forsował Sergo Ordżonikidze. Stanowisko Macharadzego podzielali inni czołowi gruzińscy bolszewicy - Budu Mdiwani, Kote Cincadze i Micha Okudżawa. Wszyscy sądzili, że o ile zjednoczenie Zakaukazia w jednej republice jest pożądane w dalszej perspektywie, nie może być przeprowadzane siłowo i bez poparcia miejscowej ludności. Następnie zmienił swoje stanowisko, akceptując integrację trzech republik. Po ogłoszeniu powstania Federacyjnego Związku Republik Zakaukazia bez uwzględnienia sprzeciwów czołowych gruzińskich bolszewików oprotestował zarówno samą formę podjęcia tej decyzji, jak i wskazywał różnice gospodarcze między Armenią, Azerbejdżanem i Gruzją jako źródło nieuniknionych konfliktów w nowo utworzonej republice. Republika Zakaukaska powstała ostatecznie na I Zjeździe Rad Zakaukazia w grudniu 1922. Macharadze zgodził się na kompromis z Ordżonikidze, Orachelaszwili, Eliawą i innymi zwolennikami zunifikowanej republiki, pod warunkiem rezygnacji z rusyfikacji i państwowego wspierania kultury oraz oświaty gruzińskiej.
W latach 1929–1930 przewodniczył Radzie Komisarzy Ludowych Gruzińskiej SRR, od 1931 był przewodniczącym Centralnego Komitetu Wykonawczego Zakaukaskiej Socjalistycznej Federacyjnej Republiki Radzieckiej oraz Centralnego Komitetu Wykonawczego Gruzji. W okresie kampanii kolektywizacji rolnictwa w ZSRR osobiście angażował się w przekonywanie gruzińskich chłopów do przyłączania się do kołchozów. W latach 1927–1930 zasiadał także w partyjnej Centralnej Komisji Kontroli. Autor prac poświęconych historii ruchów rewolucyjnych na Zakaukaziu, wydanych w Tbilisi w latach 1927 i 1928. Teksty te były krytykowane przez Ławrientija Berię za niedostateczne podkreślanie roli Stalina w działalności bolszewików, wbrew rozwijanej na polecenie Berii propagandzie.
W 1937 został deputowanym do Rady Najwyższej ZSRR, rok później - zastępcą jego przewodniczącego, a następnie przewodniczącym prezydium. Równocześnie od 1938 był przewodniczącym Rady Najwyższej Gruzji. Jako jeden z nielicznych starych bolszewików gruzińskich nie zginął w czasie wielkiej czystki. 24 lutego 1941 odznaczony Orderem Lenina; otrzymał również Order Czerwonego Sztandaru Pracy Zakaukaskiej Federacyjnej Socjalistycznej Republiki Radzieckiej.
Żonaty z Niną Smolnikową.